# Lonatura ariza
Lonatura ariza är en insektsart som beskrevs av Kramer 1967. Lonatura ariza ingår i släktet Lonatura och familjen dvärgstritar. Inga underarter finns listade i Catalogue of Life.